# 22312 Kelly
22312 Kelly este un asteroid din centura principală de asteroizi.

## Descriere
22312 Kelly este un asteroid din centura principală de asteroizi. A fost descoperit pe 14 aprilie 1991 la Observatorul Palomar de Carolyn S. Shoemaker și David H. Levy. Asteroidul prezintă o orbită caracterizată de o semiaxă mare de 2,27 ua, o excentricitate de 0,19 și o înclinație de 24,6° în raport cu ecliptica.